# Linia kolejowa Longueau – Boulogne
Linia kolejowa Longueau – Boulogne – francuska linia kolejowa biegnąca od węzła z linią kolejową Paryż – Lille w Longueau przez Amiens, Abbeville do Boulogne-sur-Mer. Jest to linia dwutorowa o długości 171 km. Do czasu rozpoczęcia kursowania pociągów Eurostar z Londynu do Paryża w 1994 roku przez LGV Nord, była główną linią dla pociągów kursujących do Paryża z Wielkiej Brytanii. Od sierpnia 2011 roku linia jest używana przez pociągi Intercités z Paryża do Boulogne, TGV z Rang-du-Fliers przez Calais-Fréthun do Lille-Europe oraz TER Picardie i TER Nord-Pas-de-Calais.
Linia została zbudowana przez Compagnie des chemins de fer du Nord w latach 1847 - 1848. Odcinek od Longueau przez Amiens i do skrzyżowania z linią do Rouen jest zelektryfikowana na 25 kV 50 Hz.